# Jane Taylor

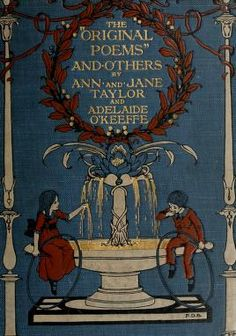
Le "poesie originali" e altre, di Ann e Jane Taylor e Adelaide O'Keeffe - Edizione del 1905

Jane Taylor (Londra, 23 settembre 1783 – Ongar, 13 aprile 1824) è stata una poetessa e scrittrice britannica nota principalmente per il suo componimento più famoso, la poesia per bambini Twinkle, Twinkle, Little Star.

## Biografia
Jane Taylor trascorse gran parte della sua vita a Lavenham, nel Suffolk, dove visse con la sua famiglia. 
Suo padre Isaac Taylor, era un incisore, e sua madre Ann Taylor (nata Martin; 1757–1830) scrisse opere di consigli morali e religiosi.  Jane Taylor scrisse il testo della poesia Twinkle, Twinkle, Little Star nel 1806 all'età di 23 anni. 
Morì prematuramente il 13 aprile 1824, all'età di soli 40 anni.